# グルジア・ソビエト社会主義共和国の国旗
グルジア・ソビエト社会主義共和国の国旗は、1921年に最初に制定され、1951年からのデザインが最も長く使用されたが、ソビエト連邦の崩壊直前の1990年にはグルジア民主共和国時代に近いデザインへと変更された。

## 変遷
1921年2月18日にボリシェヴィキによってグルジア社会主義ソビエト共和国が樹立されると、同年5月20日に革命委員会は「グルジア社会主義ソビエト共和国の紋章と旗に関して」の法令を採択した。
実際には、国名の略記をロシア語ではなくグルジア語で „სსსრ“ と表示したものや、表示領域を金色（黄色）の帯で四角く区切ったものなど、異なったバージョンの国旗も使用されていた。国名をグルジア語表記とすることは、1927年にグルジア共和国の新憲法が採択されたことにより、正式に定められた。
1937年2月13日の第8回全グルジア・ソビエト大会において採択された新憲法の第160条により、国旗には次のような変更が加えられた。
1951年4月11日、グルジア共和国最高会議はセヴェリアン・マイサシヴィリのデザインによる新たな国旗を採択した。

1937年2月13日から1951年4月11日までの国旗

国旗の青色は、グルジアの晴れ渡った空、そして黒海を象徴していると非公式に考えられた。同年の新憲法第160条にも国旗に関する規則が盛り込まれ、その後1956年2月6日、グルジア共和国最高会議幹部会令「グルジア・ソビエト社会主義共和国の国旗に関する規則」が承認された。
その後、1990年11月14日にグルジア・ソビエト社会主義共和国は憲法改正によって「グルジア共和国」と改称され、国旗もグルジア民主共和国時代のものに近いデザインへと戻された。

1990年11月14日からソビエト連邦の崩壊を経て2004年1月14日までの国旗